# 100 Best Australian Albums
The 100 Best Australian Albums ou en français Les 100 meilleurs albums australiens est un recueil de références consacré aux meilleurs albums rocks et pops australiens des cinquante dernières années.

## Historique
Publié depuis le 25 octobre 2010 par les éditions Hardie Grant Book, l'ouvrage est une compilation effectuée sur les choix des journalistes et spécialistes musicaux Toby Creswell (en), Craig Mathieson (en) et John O'Donnell. Sony Music Entertainment a réalisé cinq CD tirés du livre.

## Liste des albums choisis
1. Midnight Oil : Diesel and Dust (1987)
2. AC/DC : Back in Black (1980)
3. Crowded House : Woodface (1991)
4. Cold Chisel : Circus Animals (1982)
5. The Triffids : Born Sandy Devotional (1986)
6. The Easybeats : The Best of the Easybeats (1967)
7. Paul Kelly : Gossip (1986)
8. You Am I : Hi Fi Way (1995)
9. Skyhooks : Living in the 70's (1974)
10. The Avalanches : Since I Left You (2000)
11. INXS : Kick (1987)
12. The Go-Betweens : 16 Lovers Lane (1988)
13. Radio Birdman : Radios Appear (1977)
14. Daddy Cool : Daddy Who? Daddy Cool (1971)
15. Richard Clapton : Goodbye Tiger (1977)
16. Bee Gees : Best of Bee Gees (1969)
17. The Birthday Party : Junkyard (1982)
18. Hunters & Collectors : Human Frailty (1986)
19. Sarah Blasko : As Day Follows Night (2009)
20. The Saints : (I'm) Stranded (1976)
21. The Drones : Gala Mill (2006)
22. Split Enz : True Colours (1980)
23. Midnight Oil : 10, 9, 8, 7, 6, 5, 4, 3, 2, 1 (1982)
24. Slim Dusty : The Very Best of Slim Dusty (1998)
25. Silverchair : Neon Ballroom (1999)
26. Nick Cave and the Bad Seeds : The Boatman's Call (1997)
27. Regurgitator : Unit (1997)
28. Hoodoo Gurus : Stoneage Romeos (1984)
29. Empire of the Sun : Walking on a Dream (2008)
30. Geoffrey Gurrumul Yunupingu : Gurrumul (2008)
31. Kasey Chambers : Barricades & Brickwalls (2001)
32. Johnny O'Keefe : The Wild One (1958)
33. The Church : Starfish (1988)
34. The Reels : Quasimodo's Dream (1981)
35. The Masters Apprentices : Master's Apprentices (1967)
36. Savage Garden : Savage Garden (1997)
37. Sunnyboys : Sunnyboys (1981)
38. Kev Carmody : Cannot Buy My Soul (2007)
39. Something For Kate : Echolalia (2001)
40. Stephen Cummings : Lovetown (1988)
41. The Saints : Prehistoric Sounds (1978)
42. Australian Crawl : The Boys Light Up (1980)
43. Powderfinger : Odyssey Number Five (2000)
44. Mental As Anything : Cats & Dogs (1981)
45. Eddy Current Suppression Ring : Rush to Relax (2010)
46. Models : The Pleasure of Your Company (1983)
47. Augie March : Moo, You Bloody Choir (2006)
48. The Missing Links : The Missing Links (1965)
49. Ed Kuepper : Honey Steel's Gold (1991)
50. AC/DC : Highway to Hell (1979)
51. The Sports : Don't Throw Stones (1979)
52. The Seekers : Greatest Hits (1968)
53. Cold Chisel : East (1980)
54. Underground Lovers : Leaves Me Blind (1992)
55. You Am I : Hourly, Daily (1996)
56. INXS : The Swing (1984)
57. The Living End : The Living End (1998)
58. Jimmy Barnes : For the Working Class Man (1985)
59. Russell Morris : Wings of an Eagle and Other Great Hits (1973)
60. Hoodoo Gurus : Mars Needs Guitars! (1985)
61. The Presets : Apocalypso (2008)
62. The Dingoes : The Dingoes (1974)
63. The Cruel Sea : The Honeymoon Is Over (1993)
64. The Angels : Face to Face (1978)
65. The Hummingbirds : LoveBUZZ (1989)
66. Paul Kelly & the Stormwater Boys : Foggy Highway (2005)
67. Chain : Toward the Blues (1971)
68. Dragon : O Zambezi (1978)
69. Billy Thorpe & the Aztecs : Aztecs Live at Sunbury (1972)
70. The Scientists : Blood Red River (1983)
71. Crowded House : Temple of Low Men (1988)
72. Died Pretty : Doughboy Hollow (1991)
73. Axiom : Fool's Gold (1970)
74. Bob Evans : Suburban Songbook (2006)
75. Dirty Three : Ocean Songs (1998)
76. Renée Geyer : Ready to Deal (1975)
77. The Church : The Blurred Crusade (1982)
78. The Vines : Highly Evolved (2002)
79. John Farnham : Whispering Jack (1986)
80. The Loved Ones : Magic Box (1967)
81. The Sleepy Jackson : Lovers (2003)
82. Bliss N Eso : Flying Colours (2008)
83. Nick Cave and the Bad Seeds : Tender Prey (1988)
84. Tex, Don and Charlie : Sad But True (1993)
85. Flowers : Icehouse (1980)
86. Missy Higgins : The Sound of White (2004)
87. The Go-Betweens : Before Hollywood (1983)
88. Normie Rowe : Ain't Necessarily So (1965)
89. Jet : Get Born (2003)
90. The Captain Matchbox Whoopee Band : Smoke Dreams (1973)
91. Ben Lee : Awake is the New Sleep (2005)
92. Rose Tattoo : Rose Tattoo (1978)
93. I'm Talking : Bear Witness (1986)
94. X : X-Aspirations (1979)
95. Beaches : Beaches (2008)
96. Baby Animals : Baby Animals (1991)
97. Bernard Fanning : Tea & Sympathy (2005)
98. Kylie Minogue : Fever (2001)
99. Men at Work : Business As Usual (1981)
100. G. Wayne Thomas, Terry Hannagan, Tamam Shud, Brian Cadd, John J. Francis, Peter Howe : Morning of the Earth (1971)